# コンピューター・マジック
コンピューター・マジック（Computer Magic）は、ニューヨークはブルックリンを拠点とするミュージシャン、ダニエル・ジョンソン (Danielle Johnson、愛称：ダンジー (Danz))のソロ・プロジェクトである。作詞、作曲から編曲まで全てをダンジー一人が行っている。ダンジーはDJ、ブロガー、グラフィックデザイナーとしても活動している。影響源にはレディオヘッド、バーバレラ、フィリップ・K・ディックなど。

## ディスコグラフィ

### EP
- Hiding From Our Time (2010年)
- Hiding From More of Our Time (2010年)
- Electronic Fences (2011年)
- Spectronic (2011年)
- Kitsuné:Orion (2012年)
- A Million Years / Another Science (2013年)
- Extra Stuff (2013年)
- Dreams of Better Days (2015年)
- Obscure But Visible (2016年)

### シングル
- The End of Time (2011年)

### カセットテープ
- Get a Job: Green Version (2011年)
- Get a Job: Yellow Version (2011年)
- Extra Stuff EP: Orange Version (2014年)
- Extra Stuff EP: Clear Version (2014年)

### 日本限定リリース
- Scientific Experience (2012年)
- Phonetics (2013年)
- Mindstate (2015年)
- Davos (Japan Edition) (2015年)
- Danz (Japan Edition) (2018年)
- Super Rare (Japan Edition) (2018年)